# 구레항 공습
구레항 공습(呉軍港空襲, Bombing of Kure)은 제2차 세계 대전 말기인 1945년 3월 19일, 7월 24일, 7월 25일, 7월 28일, 7월 29일 등 여러 차례에 걸쳐 진행되었다. 미국 해군을 중심으로 한 연합군 항공모함 기동 부대 항공대와 오키나와 미국 육군 항공대에 의한 구레 군항과 내륙 서부 공습 작전을 펼쳤다. 이 공습과는 별도로 1945년 5월 5일에 인접 지역에 있는 넓은 조병창 공습, 6월 22일에 군항 내에 있는 구레 해군공창 조병부 공습이 있었고, 구레시가 7월 1일 자정부터 2일 새벽까지 전략적 폭격을 당했다.

## 개요
3월 19일 미국 해군의 마크 밋쳐 제독 휘하의 제58기동부대 350대, 7월 양일은 윌리엄 홀시 제독이 이끄는 제38기동부대 약 950기에 의한 공습이었다. 일본은 고각포나 함정의 대공 사격으로 저항을 했지만, 거의 모든 함이 침몰하거나 항행 불능 등의 피해를 받았다.
3월 19일의 제58기동부대에 대해서는 마츠야마 기지의 제343항공대가 구레를 공격 중인 미국 해군 함재기를 요격하여 58기(미국 해군의 기록에서는 14기)를 격추했다. 또한, 은하 1기가 고치현 앞바다에 접근하고 있던 미국 해군 항공모함 프랭클린을 공격하여 대파시키고 가미카제 특공대에 의해 호위 항공모함과 구축함 1척에 손상을 주었다. 7월 24일 공습으로는 제343항공대가 다시 요격을 향해 16대를 격추시켰다.
일련의 전투에서 일본의 승무원 약 780명이 전사하고, 2000여명이 전상을 입었다. 위와 같이 연합군에 큰 손실을 입혔지만, 조병창 시설이 파괴되었고, 전략 폭격의 일환으로 세토 내해의 요소에 B-29에서 기뢰를 투하하여 구레 군항은 모항으로 기능을 완전히 잃었다.

## 주요 피해

### 3월 19일
전함
- 하루나 : 소파
- 휴우가 : 소파
- 야마토 : 경미

항공모함
- 아마기 : 소파-이렇게 보고되었으나 전복됨
- 가쓰라기 : 경미
- 호쇼 : 경미
- 카이요 : 경미
- 류호 : 소파

그외, 가와사키 중공업에서 건조 중인 이코마도 약간 파손되었다.
순양함
- 도네 : 소파-7월에 전복
- 오요도 : 중파-실제로 전복
- 아오바 : 대파 착저

잠수함
- 료호 제67 잠수함 : 소파
- 이호 제400 잠수함 : 소파

### 7월 24일, 28일

#### 구레 군항 근교의 피해
- 날짜 없는 것은 이틀간의 피해의 결과

전함
- 하루나 : 침몰
- 이세 : 침몰
- 휴우가 : 침몰

항공모함

## 참고 자료
- 잡지「丸」 편집부 『사진 일본의 해군 제14권 소함정II』（光人社, 1990년） ISBN 4-7698-0464-4
- 伊達久 엮음 『제2차대전 일본해군 작전년지』　p245, p252～p253